# U Thant
U Thant (Pantanaw, 22 januari 1909 – New York, 25 november 1974) was een Birmees diplomaat en de derde secretaris-generaal van de Verenigde Naties, van 1961 tot 1971.
U Thant werd geboren in Pantanaw, Birma (nu Myanmar) en kreeg zijn opleiding op de National High School in Pantanaw en aan University College in Rangoon. Voorafgaand aan zijn functie als secretaris-generaal was hij diplomaat, leraar en freelance journalist.
Nadat de toenmalige secretaris-generaal Dag Hammarskjöld in september 1961 was omgekomen bij een vliegtuigongeluk werd U Thant op 30 november 1961 voor deze post gekozen. Zowel bij de Verenigde Staten als de Sovjet-Unie leefde er onvrede met de vaak onafhankelijk optredende Hammarskjöld en de verkiezing van U Thant werd dan ook gezien als een bewuste keuze voor een zwakke secretaris-generaal. In zijn tijd werd de positie van de Verenigde Naties in de internationale politiek steeds zwakker. U Thant gaf gevolg aan het verzoek van Egypte om de VN-troepen die een buffer vormden tussen Egypte en Israël terug te trekken. Hierop trok het Egyptisch leger de Sinaï in. Dit kostte de VN veel geloofwaardigheid. Ook in het steeds escalerende conflict in Indochina wisten de Verenigde Naties nauwelijks een rol te spelen.
U Thant werd onderscheiden in de ridderorde Maha Thray Sithu.

## In populaire cultuur
- Ten tijde van de serie Ja Zuster, Nee Zuster werd door Annie M.G. Schmidt en Harry Bannink een liedje over hem gemaakt: Laat ze breien U Thant
- In het Neroalbum De Dolle Dina's (1970) huwt de zus van Oscar Abraham Tuizentfloot met tandarts Joe Thant, een woordspeling op U Thant.